# Osnove esperanta
Osnove esperanta (na esperantu: Fundamento de Esperanto) je knjiga Ludviga Zamenhofa objavljena u proljeće 1905. Postala je službeni dio „Deklaracije o biti esperantizma“ na Prvom esperantskom kongresu 9. kolovoza 1905. u francuskom gradu Boulogne-sur-Mer.

## Nastanak
Osnove se sastoje iz četiri dijela: Predgovora (Antaŭparolo), Gramatike (Gramatiko), Vježbenke (Ekzercaro) i Rječnika (Universala Vortaro). Izuzev Predgovora, svi potječu iz ranijih Zamenhofovih izdanja.
Istog ranga s Osnovama su Službeni dodaci (do sada postoji osam službenih dodataka). U predgovoru je Zamenhof napisao: „Kasnije, kada najveći dio novih riječi budu sazrele u upotrebi neka će ih buduća institucija od autoriteta uvesti u rječnik kao Dodatak uz Osnove“.
Neki dijelovi Osnova su pisani na nacionalnim jezicima (francuskom, engleskom, njemačkom, ruskom i poljskom), kao i Gramatika i Rječnik. U knjizi Fundamenta Krestomatio može se naći inačica na esperantu ove Gramatike, ali se smatra da ova Hrestomatija nije dio Osnova.
Uloga je Osnova, opisana u Predgovoru, da ovaj dokument posluži kao „nepromjenljivi vodeći dokument “koji nitko nema pravo mijenjati". Glavna namjera je da: „zbog jedinstva naše stvari svaki pravi esperantist treba iznad svega poznavati osnovu našeg jezika“.

## DijeloviOsnove esperanta
„Osnove“ iz 1905. sastoje se iz četiri odjeljka:
- 1. Predgovora, u kojima autor esperanta ukazuje na neophodnost da se sačuva od svake promjene tekst knjige kao bazni tekst, kao apsolutni uvjet za jedinstvo jezika, i objašnjava uvjete za jedinstvo jezika u kojima se esperanto može bez prekida s tim jedinstvom, obogaćivati malo po malo, dodavanjem novih riječi i novih oblika koji se pokažu neophodnim.
- 2. Gramatike, predstavljene u 16 konciznih pravila.
- 3. Vježbanke, brižljivo probrane, kojom se kompletira gramatika, i pokazuje njena primjena.
- 4. Rječnika, koji sadrži prvih 1800 rječničkih korijenova, s prijevodom na pet jezika.